# Парк имени Володи Дубинина (Печора)
Парк имени Володи Дубинина («Парк культуры и отдыха им. В. Дубинина») — парк в городе Печора Республики Коми, названный в честь пионера-героя Великой Отечественной войны Володи Дубинина.

## История
Парк расположен в железнодорожной части города и предназначен для детского отдыха. Работы по созданию парка были начаты в 1948 году на заболоченной местности, для чего первоначально здесь начали высаживать деревья и кустарники. Организатором посадки парка был Комлев Борис Васильевич.
После установки в парке памятника-бюста Володе Дубинину, парк получил его имя. Работы по обустройству территории парка продолжились — были созданы спортивные и детские площадки. В 1972 году парку присвоен статус «Парк культуры и отдыха им. В. Дубинина».
В 2020 году, согласно проекту «Благоустройство прилегающей территории и ремонт бюста В. Дубинина в г. Печора», была проведена масштабная реконструкция парка.

## Памятник
В 1960 году, в честь 15-летия Победы в Великой Отечественной войне, в парке был установлен памятник-бюст пионеру-герою Володе Дубинину, а парку присвоили его имя. По другим данным, памятник был установлен 19 мая 1962 года в день 40-летия пионерской организации СССР. Автор памятника — скульптор Конгихер. Бюст был выполнен из гипса; общая высота памятника составляла 3,3 метра, высота бюста — 1 метр. Постамент памятника часто видоизменялся и некоторое время на его лицевой стороне в нише была установлена мемориальная доска. Впоследствии этот бюст был разрушен, и 1982 году в парке установили бетонный бюст работы В. Н. Мамченко. Эта работа простояла до 2019 года, когда началась реконструкция знаковой зоны центральной части парка на месте установки памятника. Были проведены работы по демонтажу старого бюста и постамента, установлен новый бронзовый бюст Володи Дубинина и благоустроена прилегающая к памятнику территория.
Новый памятник установлен на постаменте и высокой стеле, отделанных плитами из тёмного гранита. Слева вверху лицевой части стелы установлен барельеф ордена Красного Знамени, которым был награждён пионер-герой, ниже надпись: «Володя Дубинин. 1927−1942».
В фондах Печорского историко-краеведческого музея в коллекции «Парк культуры и отдыха имени В. Дубинина» хранятся снимки первоначального памятника.